# Estrapolazione
In matematica, il termine estrapolazione indica il processo che permette di calcolare il valore di informazioni esterne ad un insieme discreto di dati noti. In sostanza, dato un piano cartesiano sul quale siano stati tracciati i punti {\displaystyle (x_{i},y_{i})} corrispondenti all'insieme di valori noti, si vuole trovare il valore {\displaystyle y_{w}} corrispondente ad un valore {\displaystyle x_{w}} maggiore (o minore) di ciascun {\displaystyle x_{i}}. L'estrapolazione è simile al processo di interpolazione, che costruisce nuovi punti all'interno di un insieme di punti noti, ma i suoi risultati hanno spesso minor significato e sono soggetti ad un abbondante grado di incertezza.

## Metodi di estrapolazione
La scelta di quale metodo di estrapolazione applicare deve essere determinata da una conoscenza a priori del processo che ha creato i dati esistenti. È fondamentale sapere se ad esempio i dati possono essere considerati continui, periodici, alternati ecc.

### Estrapolazione lineare
L'estrapolazione lineare crea una linea tangente alla fine dei dati noti e la estende oltre i limiti. Tale metodo fornisce buoni risultati soltanto quando è usato per estendere un grafico che può essere adeguatamente approssimato con una funzione lineare, e i risultati previsti vengono calcolati non troppo lontano dalla fine dei dati noti.
Dati i due punti {\displaystyle (x_{k-1},y_{k-1})} e {\displaystyle (x_{k},y_{k})} vicini al punto {\displaystyle x_{*}} da estrapolare, l'estrapolazione lineare ci dà la funzione 
{\displaystyle y(x_{*})=y_{k-1}+{\frac {x_{*}-x_{k-1}}{x_{k}-x_{k-1}}}(y_{k}-y_{k-1})}.
È possibile includere più di due punti e utilizzare tecniche di regressione lineare per identificare la retta che approssima l'andamento dell'intera serie di dati.